# Araras
Araras − miasto w Brazylii leżące w stanie São Paulo. W roku 2006 miasto liczyło 116 566 mieszkańców.

## Sport
W mieście ma siedzibę klub piłkarski União São João EC.

## Religia
Chrześcijaństwo jest obecne w mieście w następujący sposób:

### Kościół Katolicki
Kościół katolicki w gminie jest częścią Diecezja Limeira.

### Kościół Protestancki
W mieście obecne są najróżniejsze wyznania ewangeliczne, głównie zielonoświątkowe, w tym m.in. Zbory Boże Brazylii (największy kościół ewangelicki w kraju), Zbór Brazylii lub Kongregacja Chrześcijan. Te nominały rosną coraz bardziej w całej Brazylii.